# Paris dom (Cranach)
Paris dom är en serie oljemålningar av den tyske renässanskonstnären Lucas Cranach den äldre. 

## Motivet
Paris dom är en episod i den grekiska mytologin. Enligt myten gav Eris, osämjans gudinna, ett gyllene äpple med inskriften "Till den vackraste" till Olympens gudinnor. Detta ledde till gräl mellan Hera, Athena och Afrodite som inte kunde komma överens om vem äpplet skulle tillfalla. Det bestämdes att herden Paris skulle avgöra vem av gudinnorna som var vackrast. De tre gudinnorna försökte muta Paris med olika gåvor: Hera med makt och rikedom, Athena med visdom och Afrodite med en kvinna lika vacker som hon själv. Paris utropade då Afrodite som segrare och med gudinnans hjälp enleverade han kung Menelaos gemål Helena från Sparta och vållade därmed det trojanska kriget. 
Cranach var inspirerad av Guido delle Colonnes Historia destructionis Troiae och skildrar de tre nakna gudinnorna tillsammans med Hermes, gudarnas budbärare, och Paris. Enligt Guido hade Paris förirrat sig i skogen efter en jaktexpedition och lagt sig för att vila. I en dröm uppenbarar sig de fyra gudomligheterna. Hermes håller i erisäpplet som här är avbildat som ett glasklot. Paris är klädd som en tysk riddare och adelsman i enlighet med det mode som gällde vid kurfursten Fredrik den vises hov. I skyn syns Amor redo att avlossa en kärlekspil mot segraren i skönhetstävlingen. 

## Konstnären
Cranach föddes i Kronach (därav sitt namn) och var från 1508 hovmålare hos kurfurst Fredrik och dennes efterträdare i Wittenberg. Han uppnådde stor popularitet redan under sin livstid och utvecklade ett lekfullt erotiskt nakenmåleri för en utvald krets av privata samlare inom tyska lantadeln. Motiven hämtades från religiösa och mytologiska berättelser för att ge dem ett sken av anständighet. Andra liknande serier av Cranach med mytologiska eller religiösa inslag är Venus och Amor, De tre gracerna och Adam och Eva.
Cranachs bilder utmärks av kraftig färg och markerad motsättning mellan mörkare och ljusare partier, så kallad chiaroscuro samt en sirlig ornamental linjestil vilket ger ett närmast naivt drag åt de slanka figurerna.  

## Olika versioner
Cranach och hans verkstad utförde åtminstone ett dussin tavlor med detta motiv och det är tämligen svårt att fastställa i vilken utsträckning Cranach själv har utfört måleriet. Redan 1508 utförde Cranach ett träsnitt med detta motiv, den första oljemålningen tros vara den lilla träpannån på Kimbell Art Museum cirka 1512–1514.
Köpenhamnsversionen är daterad och signerad med Cranachs bevingad drake i det nedre vänstra hörnet. Den förvärvades till de kungliga samlingarna 1744.
Baselversionen ägdes av den judiske industrialisten Robert von Hirsch ibörjan av 1900-talet. När han lämnade Tyskland 1933 förbjöd regimen honom att ta med sig Cranach-målningen som sedermera hamnade i Herman Görings ägo. Efter kriget återfick von Hirsch tavlan som vid hans död 1977 testamenterades till konstmuseet i hans nya hemstad Basel.
| Bild | År              | Teknik                      | Format (cm)   | Samling                              |
| ---- | --------------- | --------------------------- | ------------- | ------------------------------------ |
|      | cirka 1512–1514 | olja på träpannå            | 43 x 32,2     | Kimbell Art Museum, Fort Worth       |
|      | cirka 1516–1518 | olja på träpannå            | 63,5 x 41,9   | Seattle Art Museum                   |
|      | 1527            | olja på träpannå            | 50,5 x 38     | Statens Museum for Kunst, Köpenhamn  |
|      | 1528            | blandade färger på bokpannå | 84,7 x 57     | Kunstmuseum Basel                    |
|      | cirka 1528      | olja på bokpannå            | 47,2 x 35,3   | Metropolitan Museum of Art, New York |
|      | 1530            | olja och tempera på pannå   | 50,8 x 36,4   | Saint Louis Art Museum               |
|      | 1530            | olja på bokpannå            | 35 x 24       | Staatliche Kunsthalle Karlsruhe      |
|      | cirka 1530–1535 | olja på pannå               | 49,7 x 35,1   | Windsor Castle (Royal Collection)    |
|      | cirka 1540–1545 | olja på lindpannå           | 209,5 x 107,2 | Jagdschloss Grunewald, Berlin        |